# Maria Izabela Hiszpańska
Maria Izabela (hiszp. María Isabel de Borbón y Borbón-Parma, ur. 6 lipca 1789 w Madrycie, zm. 13 września 1848 w Portici) – druga żona i jedyna królowa-małżonka króla Franciszka I.
Maria Izabela była czwarta córką króla Hiszpanii Karola IV i jego żony, Marii Ludwiki Parmeńskiej. Jej dziadkami ze strony ojca byli: król Karol III i królowa Maria Amalia Wettyn, a dziadkami ze strony matki: Filip, książę Parmy i księżna Maria Ludwika Elżbieta Burbon, księżniczka francuska. Jej dziadkowie: Karol III i Filip Parmeński byli braćmi, synami Filipa V, pierwszego króla Hiszpanii z dynastii Burbonów, oraz jego drugiej żony – Elżbiety Farnese.

## Małżeństwo i potomstwo

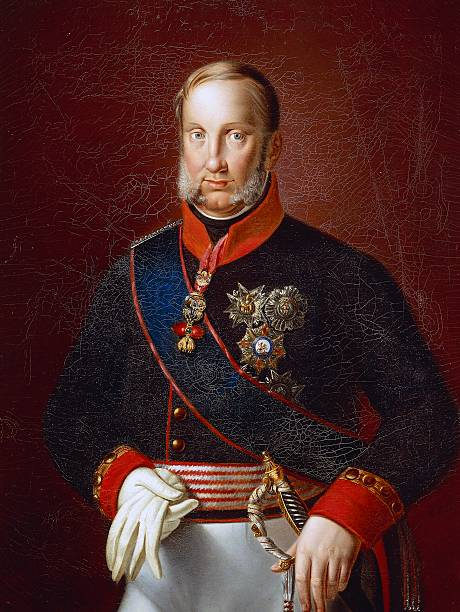
Franciszek I Burbon, król Obojga Sycylii

6 lipca 1802 Maria Izabela poślubiła w Barcelonie per procura swojego brata stryjecznego księcia Franciszka z Neapolu i Sycylii. Franciszek był wdowcem i najstarszym synem króla Ferdynanda I, króla Obojga Sycylii, i jego żony – arcyksiężnej Marii Karoliny Habsburg. Ferdynand był wujem Marii Izabeli, młodszym bratem jej ojca. Maria Izabela została wysłana do Neapolu, aby poznać swojego przyszłego małżonka i wziąć drugi ślub – 19 sierpnia 1802. Panna młoda miała 13 lat, a pan młody dwadzieścia pięć. Para miała potem 12 dzieci:
- Ludwika Szarlotta (1804–1844)

∞ Franciszek de Paula, infant hiszpański, młodszy brat Marii Izabeli
- Maria Krystyna (1806–1878)

∞ Ferdynand VII, król Hiszpanii, starszy brat Marii Izabeli
∞ Augustyn Ferdynand Muñoz, książę Rianzares
- Ferdynand II, król Obojga Sycylii (1810–1859)
- Karol Ferdynand, hrabia Kapui (1811–1862)

∞ Penelope Smyth
- Leopold, hrabia Syrakuz (1813–1860)

∞ Maria, księżniczka Savoy-Carignano
- Maria Antonietta (1814–1898)

∞ Leopold II, wielki książę Toskanii
- Antoni, hrabia Lecce (1816–1843)
- Maria Amalia (1818–1857)

∞ Sebastian, infant hiszpański
- Maria Karolina (1820–1861)

∞ Karol, hrabia Montemolin, pretendent do tronu Hiszpanii
- Teresa Krystyna (1822–1889)

∞ Piotr II, cesarz Brazylii
- Ludwik, hrabia Aquila (1824–1897)

∞ Januaria, księżniczka brazylijska, infantka portugalska
- Franciszek, hrabia Trani (1827–1892)

∞ Maria Izabela, księżniczka toskańska

## Dalsze życie
Maria Izabela była macochą dla córki Franciszka z jego małżeństwa z Marią Klementyną Habsburg – księżniczki Karoliny, przyszłej księżnej de Berry. 4 stycznia 1825 zmarł teść Marii Izabeli i Franciszek został królem jako Franciszek I, a Maria Izabela królową. Franciszek nie brał dużego udziału w sprawowaniu rządów, pozostawił je prawie w całości w rękach swoich faworytów i urzędników. Sam żył ze swoimi kochankami, otoczony przez żołnierzy, ciągle bojąc się zamachu na swoje życie. Zmarł 8 listopada 1830.
Maria Izabela pozostała wdową przez 9 kolejnych lat. 15 stycznia 1839 poślubiła Franciszka, hrabiego Balzo (1805–1882). Panna młoda miała wtedy 50 lat, a pan młody 34.